# 华东理工大學校友列表
华东理工大學，1952年全国高校院系调整时由交通大学（上海）、震旦大学（上海）、大同大学（上海）、东吴大学（苏州）、江南大学（无锡）等校的化工系合并组建而成的全国第一所以化工特色闻名的高等学府。以下是华东理工大學部份知名的校友。

## 学者校友
目前华东理工大学有教职员工3579人，其中两院院士4名，国家教学名师2人，国家973计划首席科学家5名，国家863计划领域专家2名，长江学者特聘教授12名，上海市教育功臣1名，教育部“长江学者和创新团队发展计划”创新团队3个，国家级教学创新团队4个，国家级有突出贡献的中青年专家11名，国家杰出青年科学基金获得者13名，国家优秀青年教师基金获得者11名。有正副高级职务的教师及其他专业技术人员1000余人。一大批中青年学者崭露头角，其中5人入选新世纪百千万人才工程国家级人选，6人被评为上海市科技精英，9人被评为上海市教学名师，1人被评为上海市青年科技英才，累计32人入选教育部新（跨）世纪优秀人才支持计划。
- 两院院士：胡英，袁渭康，田禾，钱旭红，钱锋，刘昌胜

- 长江学者：田禾，钟建江，钱旭红，涂善东，刘洪来，施敏，钱锋，刘昌胜，施剑林，许建和，王辅臣，王健农，韩清龙（讲座教授）

- 国家973计划首席科学家：钱旭红，卢冠忠，王辅臣，李元广，钱锋

- 国家杰出青年基金获得者：田禾，周其林，钱旭红，刘洪来，涂善东，钟建江，刘昌胜，钱锋，林嘉平，李春忠，龙亿涛，汪华林，马铁驹

- 国家863计划领域专家：于建国，张元兴

- 新世纪百千万人才工程国家级人选：田禾，钱锋，凌立成，刘昌胜，钟建江，王辅臣，林嘉平，汪华林

- 上海市科技精英：钱旭红，蒋华良，黄道，钱锋，刘昌胜，汪华林

- 上海市领军人才：钱旭红，卢冠忠，李春忠，林嘉平，刘洪来，魏东芝，陈彧，徐宏，许建和

- 上海高校特聘教授（东方学者）：陈彧，钟新华，杨弋，龙亿涛，朱为宏，易建军，龚学庆，杨化桂，马铁驹，解永树，胡爱国，朱麟勇

## 知名校友
- 成思危，原全国人大常委会副委员长、原民建中央前主席，华东理工大学名誉校长，中国科学院大学管理学院院长及学术委员会主任
- 顾传训，原上海市副市长
- 夏克强，原上海市副市长
- 阳安江，现任北京市政协主席
- 王基铭，中国工程院院士、原中国石油化工股份有限公司总裁
- 章建华，中国石油化工股份有限公司高级副总裁
- 高云龙，青海省副省长
- 陈敏恒，化学工程专家
- 于遵宏，化学工程专家
- 杨胜利，中国工程院院士
- 顾真安，中国工程院院士
- 蒋士成，中国工程院院士
- 舒兴田，中国工程院院士
- 钱旭红，中国工程院院士
- 钱锋，中国工程院院士
- 朱道本，中国科学院院士
- 周俊， 中国科学院院士
- 苏元复，中国科学院院士
- 胡英， 中国科学院院士
- 袁渭康，中国工程院院士
- 周其林，中国科学院院士
- 田禾， 中国科学院院士
- 南策文，中国科学院院士
- 沈寅初，中国科学院院士
- 谢克昌，中国科学院院士
- 汪燮卿，中国科学院院士
- 颜德岳，中国科学院院士
- 俞大鹏，中国科学院院士
- 王锦山，化学家，科技创业家，ATRP发明人